# Iridescência

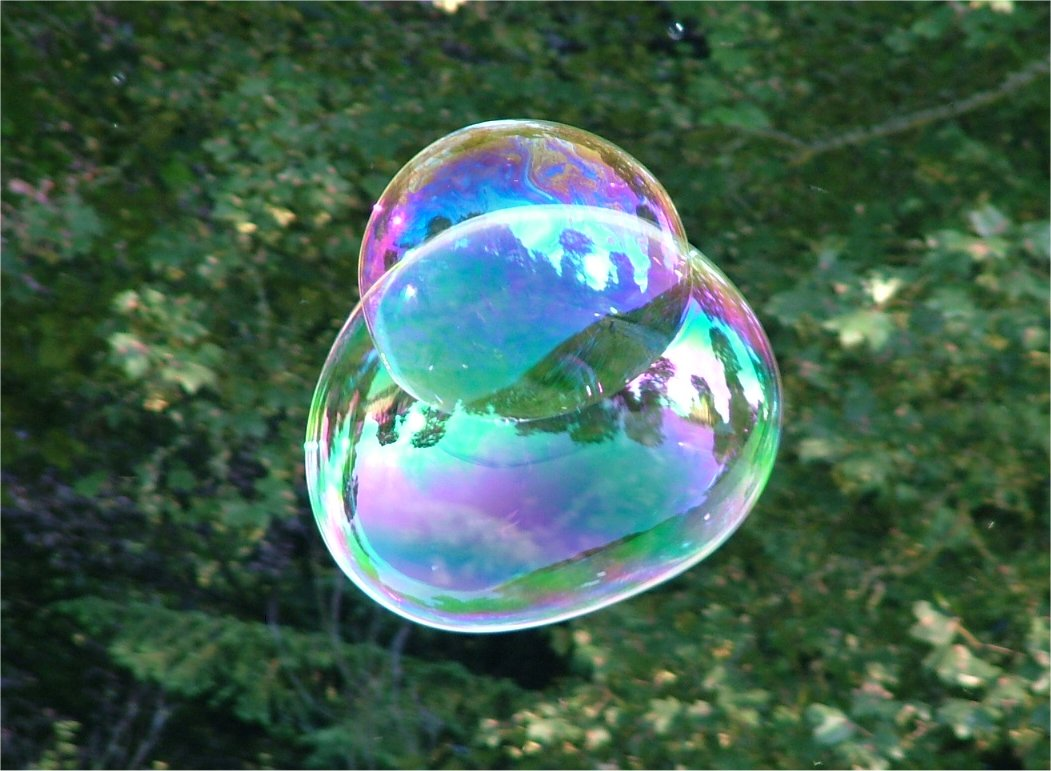
Bolha de sabão.

A iridescência é um fenômeno óptico que faz certos tipos de superfícies refletirem as cores do arco-íris.
A palavra é derivada do grego, visto que Íris é a personificação do arco-íris e mensageira dos deuses na mitologia grega. As cores iridescentes são geralmente azuis e verdes e mudam com o ângulo de incidência da luz na superfície. Materiais iridescentes são popularmente conhecidos como "furta-cor" na língua portuguesa.
O efeito pode ser observado na natureza em cristais como Bismuto e labradorita, nas penas de aves como o pombo e o beija-flor, em insetos como os besouros, nas escamas de alguns peixes e répteis como as jiboias arco-íris (Epicrates), e também em bolhas de sabão, nas notas de cinco, dez e vinte euros, que dispõem de uma banda iridescente no verso como elemento de segurança, e em discos ópticos como CDs e DVDs.